# Grüne Logistik
Grüne Logistik ist ein bisher noch nicht ausreichend definierter Begriff, mit dem die ganzheitliche Transformation von Logistik-Strategien, -Strukturen, -Prozessen und -Systemen in Unternehmen und Unternehmensnetzwerken zur Schaffung umweltgerechter und ressourceneffizienter Logistikprozesse. Sie verfolgt das Ziel, in logistischen Prozessen einerseits schädliche Auswirkungen auf die Umwelt und andererseits den Verbrauch von nicht oder nur bedingt erneuerbaren Ressourcen zu reduzieren. Damit wird der Begriff der Logistik um den ökologischen Aspekt erweitert.
Neben „Grüne Logistik“ werden ebenso die Begriffe Ökologistik, Ökologieorientierte Logistik und auch die englische Übersetzung Green logistics verwendet.
Mit ökologieorientierter Logistik kann man ein Logistikmanagement bezeichnen, welches seine güterflussbezogenen Koordinationsaufgaben unter besonderer Rücksichtnahme auf den Schutz der ökologischen Umwelt wahrnimmt. Die Umweltrelevanz der Logistik zeigt sich durch Abgasemissionen, Wasser- und Bodenbelastungen, Lärm, Flächenverbrauch und Unfälle beim Transport. Von ökologieorientierter Logistik im engeren Sinne wird gesprochen, sofern sie vergleichsweise umweltfreundlich ist (Umweltschutz in der Logistik). Nimmt die Logistik hingegen Aufgaben der Entsorgung wahr, bezeichnet man dies als ökologieorientierte Logistikleistung im weiteren Sinne (Logistik im Umweltschutz).

## Motivation
Die Gründe für Unternehmen, sich neben ökonomischen auch an ökologischen Gesichtspunkten zu orientieren, sind vielschichtig: Wertewandel in der Gesellschaft mit Fokus auf umweltpolitische Themen und die damit verbundene sich ändernde Erwartungshaltung der Kunden, weltweit zunehmend strengere Umweltauflagen, die Motivation und Bindung der Mitarbeiter sowie Kostenvorteile in Verbindung mit ökologischen Aspekten, zum Beispiel in Form von verringertem Energie-, Flächen-, Material- und Treibstoffverbrauch. Insbesondere durch die voranschreitende Globalisierung stieg der Handlungsbedarf in den letzten Jahren stark an. Unternehmen müssen umdenken und nachhaltige Ansätze umsetzen.

## Ökologische Betroffenheit
Die Ökologische Betroffenheit in der Logistik bestimmt, wie stark die Logistik beziehungsweise die Lieferkette eines Unternehmens mit dem Thema Umwelt und Ressourcenschutz konfrontiert ist. Grundsätzlich gilt, dass eine Lieferkette in diesem Zusammenhang von verschiedenen Einflussfaktoren betroffen ist. Die wesentlichen Einflussfaktoren sind die Anspruchsgruppen beziehungsweise Stakeholder eines Unternehmens und zum anderen die steigenden Energie- und Rohstoffpreise, die sich teilweise durch die globale Verknappung von Rohstoffen ergeben.
Zu den wichtigsten Anspruchsgruppen in diesem Kontext gehören:
- der Staat mit zunehmenden internationalen und nationalen Regulierungen,
- Kunden und Konsumenten mit zunehmendem Bewusstsein und zunehmender Nachfrage nach umweltfreundlichen Produkten und (Logistik-)Dienstleistungen.
- Damit eng verbunden die Mitarbeiter eines Unternehmens, die in einem umwelt- und sozialverantwortlichen Unternehmen arbeiten wollen,
- die Gesellschaft mit zunehmender Forderung nach mehr Unternehmensverantwortung (Corporate Social Responsibility). Diese Forderungen treten vor allem über NGOs oder Nichtregierungsunternehmen als Anspruchsgruppe in Erscheinung.
- Und schließlich die Unternehmen selbst, die sich aus eigener Motivation heraus mit der Thematik beschäftigen.

In zunehmendem Maße steigt auch der Druck durch Fremdkapitalgeber, Investoren, Versicherungen und Anleger. Ein Indiz hierfür sind beispielsweise neue Anlageformen am Kapitalmarkt, wie z. B. der Dow Jones Sustainability Index, der bei der Auswahl von Unternehmen vor allem auf ökonomische, ökologische und soziale Kriterien achtet.
Aufgrund der vielschichtigen und unterschiedlichen Relevanz und Fristigkeit dieser Einflussfaktoren wird die ökologische Betroffenheit eines Unternehmens als Produkt vieler kontextspezifischer Faktoren gesehen.

## Entsorgungslogistik
Die Ökologieorientierung eines Unternehmens spiegelt sich in der Entsorgungslogistik wider. Die Entsorgungslogistik als Wertschöpfungsstufe kennzeichnet den Umgang mit anfallenden Kondukten im Unternehmen mit ihren ökonomischen und ökologischen Zielsetzungen. In Bezug auf eine ökologieorientierte Logistik spielen die ökologischen Zielsetzungen der Entsorgung von Abfällen die tragende Rolle. Diese können input- oder outputbezogen sein. Dabei umfasst die inputbezogene Perspektive den schonenden Umgang mit natürlichen Ressourcen, während sich die outputorientierte Perspektive mit der Entsorgung am Abfallort befasst. Als stellvertretende Beispiele können verbesserte Recyclingmaßnahmen (Input) und Verminderung von Emissionen bei der Entsorgung (Output) genannt werden.
Aufgrund des Anstieges der Masse von Kondukten und des limitierten Angebotes von Entsorgungskapazitäten sowohl höherer ökologischer Anforderungen durch gesetzliche Vorgaben sind Unternehmen gefordert, ihre ökologieorientierten Logistikleistungen im Hinblick auf das Effizienz-, System-, Gesamt- und Servicedenken effizient zu gestalten. Aus diesen Handlungsmaximen können sich Zielkonflikte zwischen den ökonomischen und ökologischen Zielen der Entsorgungslogistik ergeben. So kann eine Reduzierung des Volumen-Gewichts-Verhältnisses von Kondukten zu erhöhten Kosten führen, die wiederum durch sinkende Transportkosten der Güter eingespart werden können.

## Handlungsmaßnahmen
In Theorie und Praxis verfügt die Logistik über eine ganze Palette von Maßnahmen zum Schutz der Umwelt und der Ressourcen. Einige sind neu, andere bereits bekannt. Diese Maßnahmen lassen sich verschiedenen Ebenen zuordnen – und zwar nach Fristigkeit, Reichweite, Tragweite sowie nach Kapital- und Ressourcen-Einsatz.
Entsprechend dem ganzheitlichen Ansatz „grüner“ Logistik (siehe Definition) kann die Logistik auf fünf Ebenen ansetzen, wenn sie Maßnahmen im Bereich Umwelt- und Ressourcenschutz umsetzt:
- Kunde, Markt und Produkt (Ebene 1)
- Strukturen und Planung (Ebene 2)
- Prozesse, Steuerung und Messung (Ebene 3)
- Technologien und Ressourcen (Ebene 4)
- Mitarbeiter, Lieferanten und Dienstleister (Ebene 5)

Die ersten vier Ebenen bilden eine Hierarchie und beeinflussen sich sequenziell. Entscheidungen auf einer Ebene definieren den Handlungsspielraum für weitere Entscheidungen auf den folgenden Ebenen. Denn Entscheidungen auf höheren Ebenen reduzieren die Freiheitsgrade auf den folgenden Ebenen.
Ein Beispiel: Die Festlegung der Verpackungsmaße eines Produktes auf der Ebene 1 definiert das Volumen und das Gewicht eines Produktes und folglich die maximale Anzahl der Produkte pro Ladungsträger, zum Beispiel pro Containerladung. Somit beeinflusst die Entscheidung auf der Ebene 1 die theoretisch maximale Auslastung eines Containers und folglich die eines einzelnen Transportes, die der Ebene 3 zuzuordnen wäre. Die Auswirkungen auf die Umwelt – als CO2-Ausstoß je transportiertem Stück des Produkts – sind somit stark beeinflusst von der Entscheidung über die Verpackungsmaße auf der Ebene 1. Maßnahmen auf der Ebene 2 und 3 wie beispielsweise Routenoptimierungen mögen sicher auch Einfluss auf den CO2-Ausstoß haben, müssen aber mit den Fixgrößen Volumen und Gewicht operieren und sind daher von geringerer Reichweite im Hinblick auf den Umwelt- und Ressourcenschutz.
Ein weiteres Beispiel ist die Entscheidung eines Unternehmens für eine Zentrallagerstrategie in der Distribution. Diese strukturelle Entscheidung stellt eine Fixgröße auf der Ebene 3 dar und bestimmt maßgeblich die Transportkilometer innerhalb des Logistiknetzwerkes, die einen wesentlichen Einfluss auf die Treibstoffmenge haben, die dieses Unternehmens benötigt. Selbstverständlich kann es seine Treibstoff-Gesamtkosten reduzieren durch Optimierungsmaßnahmen auf den folgenden Ebenen, etwa durch den Einsatz von Routenplanungssoftware oder Flottensteuerungssystemen sowie die Nutzung alternativer Treibstoffe. Aber die Entscheidung mit der größeren Trag- und Reichweite fiel schon vorher auf der Ebene 2.
Dieser Logik folgend lässt sich behaupten: Umwelt- und Ressourcenschutzmaßnahmen auf Ebene der Produkte, Strukturen, Planung und Partner versprechen theoretisch höhere Wirkungspotenziale.

## Kosten und Nutzen
Maßnahmen aus dem Bereich der grünen Logistik, die Emissionen senken, weisen häufig Kosten auf, die bezogen auf eine eingesparte Tonne CO2-Äquivalent deutlich über dem Marktpreis für Emissionsrechte der letzten Jahre liegen. Dies gilt zum Beispiel für die Rückverlagerung von wertschöpfenden Tätigkeiten in Hochlohnländer und die teilweise Verlagerung von Straßentransporten auf die Schiene. Manche logistische Maßnahmen zur Emissionsreduktion sind jedoch auch mit Kosteneinsparungen verbunden und erfüllen damit sowohl die ökologischen als auch die ökonomischen Anforderungen an Logistikmaßnahmen. Dazu gehören zum Beispiel die Reduktion von Anliefertagen im Handel und die Verlängerung von Anlieferzeitfenstern in der Distribution.

## Konkrete Ansätze und Beispiele
Konkrete Ansätze sind unter anderem die Förderung der Kombiverkehre Straße–Schiene–Wasser, innovative Verpackungskonzepte, die Nutzung umweltfreundlicher Antriebssysteme oder die Implementierung von Logistikzentren mit intelligenten, ganzheitlichen Logistikkonzepten, mit denen eine starke Transportbündelung erreicht wird. Hinzu kommen wirkungsvolle Konzepte für die Entsorgungslogistik, mit denen der Kreislauf der Güter geschlossen wird.
Dass umweltfreundliche Logistik und Wirtschaftlichkeit nicht im Widerspruch zueinander stehen, beweisen die Pionier-Unternehmen, die bereits heute ein umweltbewusstes Transportmanagement praktizieren. Umweltverträglichkeit stellt sich bei diesen Unternehmen im Wesentlichen als Element einer kostengünstigen Transportorganisation ein, und Investitionen in den Umweltschutz führen zu Kosteneinsparungen. Beispielhaft sind die ganzheitlichen Konzepte, nach denen die Megacenter von Fiege geführt werden. Die Inhaber der Gruppe wurden hierfür bereits 1996 durch den WWF Deutschland und die Zeitschrift Capital mit dem Titel Ökomanager des Jahres ausgezeichnet.
Kleinteilige Logistik in Städten kann zur Reduktion von Emissionen von Diesel-Transportern auf (meist elektrisch unterstützte) Lastenfahrräder verlagert werden. In dicht besiedelten Gebieten kann durch den Einsatz von Cargo Bikes im Rahmen eines Radlogistik-Konzepts zudem ein Effizienzgewinn festgestellt werden.
Ein weiteres Beispiel ist SkySails: hierbei unterstützt ein vollautomatischer Zugdrachenantrieb den Schiffsmotor, wodurch Schiffe einerseits profitabler und andererseits umweltfreundlicher betrieben werden können.